# Kerten (Laweyan)
Kerten is een bestuurslaag in het regentschap Surakarta van de provincie Midden-Java, Indonesië. Kerten telt 8184 inwoners (volkstelling 2010).